# Duane Swierczynski
Duane Swierczynski, né le 22 février 1972 à Philadelphie, en Pennsylvanie, est un scénariste de bande dessinée et un écrivain américain, auteur de plusieurs romans policiers et thrillers.

## Biographie
Duane Swierczynski débute comme simple journaliste, avant d'être nommé rédacteur en chef pour les magazines pour hommes Men's Health, Details et le journal Philadelphia City Paper. En parallèle, il commence à écrire des livres de vulgarisation sur l'informatique, des guides de conseil sur la bière et des ouvrages documentaires sur les criminels, en collaboration avec différents écrivains à chaque ouvrage.
Il publie en 2005 son premier roman policier, Secret Dead Men, dont le succès le convainc de poursuivre dans cette veine. Il signe donc quatre autres romans avant de mettre en scène le personnage récurrent de Charlie Hardie. En 2009, il collabore avec Anthony E. Zuiker à l'écriture de la série semi-interactive Level 26.
En parallèle à sa carrière d'auteur, il est scénariste pour Marvel Comics et travaille sur plusieurs scénarios, notamment pour X-Men, Batman, Iron Fist, Birds of Prey et Punisher.

## Œuvre

### SérieLevel 26(écrite en collaboration avec Anthony E. Zuiker)
- Dark Origins (2009) Publié en français sous le titre Level 26 :Tome 1, Paris, Michel Lafon, 2010 ; réédition, Paris, J'ai Lu, coll. « Thriller » no 9422, 2011
- Dark Prophecy (2010) Publié en français sous le titre Level 26 :Tome 2 : Dark Prophecy, Paris, Michel Lafon, 2010 ; réédition, Paris, J'ai Lu, coll. « Thriller » no 9636, 2012
- Dark Revelations (2011) Publié en français sous le titre Level 26 :Tome 3 : Dark Révélations, Paris, Michel Lafon, 2011 ; réédition, Paris, J'ai Lu, coll. « Thriller » no 10153, 2013

### SérieCharlie Hardie
- Fun and Games, New York, Mulholland Books, 2011 (ISBN 978-0-316-13328-9)
- Hell and Gone, New York, Mulholland Books, 2011, 304 p. (ISBN 978-0-316-13329-6)
- Point and Shoot, New York, Mulholland Books, 2013 (ISBN 978-0-316-13330-2)

### Autres romans
- Secret Dead Men, Holicong, PA, Point Blank, 2005 (ISBN 978-1-930997-59-2)
- The Wheelman, New York, St Martin's Minotaur, 2005, 223 p. (ISBN 978-0-312-34377-4) Publié en français sous le titre À toute allure, traduit par Sophie Aslanides, Paris, Payot & Rivages, coll. « Rivages/Noir » no 810, 2011 (ISBN 978-2-7436-2195-7)
- The Blonde, New York, St Martin's Minotaur, 2006, 226 p. (ISBN 978-0-312-34379-8) Publié en français sous le titre The Blonde, traduit par Sophie Aslanides, Paris, Payot & Rivages, coll. « Rivages/Noir » no 759, 2010 (ISBN 978-2-7436-2042-4)
- Severance Package, New York, St Martin's Minotaur, 2008 (ISBN 978-0-312-34380-4) Publié en français sous le titre Mort à tous les étages, traduit par Sophie Aslanides, Paris, Payot & Rivages, coll. « Rivages/Noir » no 1004, 2015 (ISBN 978-2-7436-3408-7)
- Expiration Date, New York, Minotaur Books, 2010, 256 p. (ISBN 978-0-312-36340-6) Publié en français sous le titre Date limite, Paris, Payot & Rivages, coll. « Rivages/Noir » no 940, 2014 (ISBN 978-2-7436-2676-1)
- Canary, New York, Mulholland Books, 2015 (ISBN 978-0-316-40320-7) Publié en français sous le titre Canari, traduit par Sophie Aslanides, Paris, Payot & Rivages, coll. « Rivages/Noir. Grand format », 2017 (ISBN 978-2-7436-3938-9) ; réédition, Paris, Payot & Rivages, coll. « Rivages/Noir » no 1059, 2018 (ISBN 978-2-7436-4347-8)
- Revolver, New York, Mulholland Books, 2016 (ISBN 978-0-316-40323-8) Publié en français sous le titre Revolver, traduit par Sophie Aslanides, Paris, Payot & Rivages, coll. « Rivages/Noir. Grand format », 2020 (ISBN 978-2-7436-4938-8)
- California Bear, New York, Mulholland Books, 2024 Publié en français sous le titre L'Ours de Californie, Paris, Payot & Rivages, coll. « Rivages/Noir. Grand format », 2025

### Guides, romans interactifs et autres publications (non exhaustif)
- The Spy's Guide: Office Espionage (2003) Publié en français sous le titre Le Guide l'espionnage au bureau, Marabout, 2009
- Murder at Wayne Manor: An Interactive Batman Mystery (2008) Publié en français sous le titre Batman, meurtre au manoir des Wayne, Tornade, 2009

### Comics books et bandes-dessinées (non exhaustif)
- Punisher: Frank Castle (2009)
- Cable (2010) (avec Ariel Olivetti et Kaare Andrews)
- X-Men : Le Retour du Messie : Prélude (2011) (avec Lan Medina)
- Iron Fist : Le Mortel Iron Fist (2010) (avec Travel Foreman)
- Iron Fist : L'Évasion de la huitième clé (2011) (avec Travel Foreman)
- Deadpool : Il faut soigner le soldat Wilson (2010) (avec Jason Pearson)
- Iron Fist : Les Armes immortelles (2011) (avec Jason Pearson)
- Judge Dredd, 2012-2015 (avec Nelson Daniel, chez IDW)

## Prix et nominations

### Prix
- 2011 : Prix Anthony (catégorie Meilleur livre de poche original) pour Date limite (Expiration Date)[2]

### Nominations
- Prix Lefty 2025 du meilleur roman policier pour California Bear[3]
- Prix Anthony 2025 du meilleur roman policier pour California Bear[2]
- Prix Macavity 2025 du meilleur roman pour California Bear[4]

## Adaptations cinématographiques
- 2009 : Level 26: Dark Origins, court métrage réalisé par Anthony E. Zuiker, d'après le roman éponyme, avec Daniel Buran dans le rôle de Steve Dark
- 2010 : Level 26: Dark Prophecy, réalisé par Anthony E. Zuiker, d'après le roman éponyme, avec Daniel Buran
- 2011 : Level 26: Dark Revelations, réalisé par Joshua Caldwell, d'après le roman éponyme, avec Daniel Buran